# Yizhang
Yizhang (宜章县,  Yízhāng Xiàn)  ist ein Kreis der bezirksfreien Stadt Chenzhou im Südosten der chinesischen Provinz Hunan. Die Fläche beträgt 2.086 Quadratkilometer und die Einwohnerzahl 596.900 (Stand: Ende 2018).
Die ehemalige Stätte der Hauptquartiers des Süd-Hunan-Aufstands (Xiangnan nianguan baodong zhihuibu jiuzhi 湘南年关暴动指挥部旧址) im Jahr 1928 steht seit 1996 auf der Liste der Denkmäler der Volksrepublik China (4-230).